# Brachythele icterica
Espèce
Synonymes
- Mygale icterica C. L. Koch, 1838

Brachythele icterica est une espèce d'araignées mygalomorphes de la famille des Nemesiidae.

## Distribution
Cette espèce se rencontre en Grèce, en Macédoine du Nord et en Croatie.

## Description
Le mâle mesure 16 mm et les femelles de 15,5 à 16 mm.

## Systématique et taxinomie
Cette espèce a été décrite sous le protonyme Mygale icterica par C. L. Koch en 1838. Elle est placée dans le genre Trechona par C. L. Koch en 1850, dans le genre Eurypelma par  Simon en 1864 puis dans le genre Brachythele par Ausserer en 1871.

## Publication originale
- C. L. Koch, 1838 : Die Arachniden. Nürnberg, vol. 5, p. 1-124 (texte intégral).